# DATTE 大本命
「DATTE 大本命」（だってだいほんめい）は、ザ・チルドレンの2枚目のシングル。2008年9月24日にジェネオンエンタテインメントから発売された。

## 解説
表題曲『DATTE 大本命』は、テレビアニメ『絶対可憐チルドレン』14話 - 26話のエンディングテーマとして使用され、同アニメで明石薫、野上葵、三宮紫穂役を演じる平野綾、白石涼子、戸松遥がザ・チルドレンのメンバーとして歌っている。
カップリングにはDATTE大本命、絶対love×love宣言!!、Over The Futureのメドレーが収録されている。ジャケットには明石薫、野上葵、三宮紫穂のイラストが用いられており、初回仕様として絶対可憐な色鉛筆葵Verが封入されている。

## 収録曲
1. DATTE 大本命 [3:54]
作詞：人萌呼、作曲・編曲：前口渉
2. TRIPLE BOOST －THE CHILDREN symphonic medley－／ DATTE大本命〜絶対love×love宣言!!〜Over The Future [4:42]
作詞：人萌呼、作曲・編曲：前口渉
3. DATTE 大本命 （INST）
4. TRIPLE BOOST －THE CHILDREN symphonic medley－／ DATTE大本命〜絶対love×love宣言!!〜Over The Future（INST）